# Astragalus kaswinensis
Astragalus kaswinensis es una especie de planta del género Astragalus, de la familia de las leguminosas, orden Fabales.

## Distribución
Astragalus kaswinensis se distribuye por Irán.

## Taxonomía
Fue descrita científicamente por Bornm. Fue publicada en Bull. Herb. Boissier, sér. 2, 5: 758 (1905).